# سیدپور
سیدپور (به لاتین: Saidpur) یک منطقهٔ مسکونی در بنگلادش است که در ناحیه نیل‌پاماری واقع شده‌است. سیدپور ۲۶٫۵۰ کیلومتر مربع مساحت و ۱۲۷٬۱۰۴ نفر جمعیت دارد و ۳۶ متر بالاتر از سطح دریا واقع شده‌است.